# Assassin’s Creed II: Discovery
Assassin’s Creed II: Discovery – przygodowa gra akcji z 2009 roku, wyprodukowana przez Griptonite Games i wydana przez Ubisoft. Ukazała się na konsolę Nintendo DS w listopadzie 2009 roku. Wersja na iOS została wydana 7 stycznia 2010 roku, jednak trzy lata później została usunięta z App Store.

## Produkcja
Wydanie gry zapowiedziano 9 września 2009 roku, a datę wydania ustalono na 17 listopada 2009.
17 listopada 2009 gra została udostępniona w Ameryce Północnej, a dwa dni później w Australii. 20 listopada 2009 gra pojawiła się w Europie. Od 7 stycznia 2010 grę można było pobrać na urządzenia mobilne z systemem iOS ze sklepu App Store. W 2013 roku gra została usunięta z serwisu.

## Odbiór
Assassin’s Creed II: Discovery spotkał się z mieszanymi reakcjami krytyków według agregatora recenzji Metacritic.